# Antonio Torres Salvador
Antonio Torres Salvador (Huéneja, Granada, 1954) es un político y educador español. 
Estudió Filología Hispánica en la Universidad de Alicante y fue profesor de instituto en Carrús (Elche). Ingresó en el Partido Socialista del País Valenciano (PSPV), partido con el que en las elecciones municipales de 1979 fue elegido concejal en el ayuntamiento de Elche, secretario de política institucional en el Bajo Vinalopó y diputado por la circunscripción de Alicante a las elecciones generales españolas de 1979. Como tenía 24 años, fue el diputado más joven de la historia de las Cámaras. 
En 1980 fue elegido secretario general de la UGT de Elche y en 1981 dimitió de su escaño por haber sido expulsado del partido debido a varias disputas internas del partido en Elche. Poco después fue readmitido y en 1991 fue nombrado director general de Servicios Sociales de la Consejería de Trabajo y Seguridad Social de la Generalidad Valenciana. También ha sido diputado por Alicante en las elecciones a las Cortes Valencianas de 1999, 2003, 2007 y 2011. Desde abril de 2012 es el nuevo portavoz socialista en las Cortes Valencianas, tras la dimisión de Jorge Alarte debido a su derrota en el 12º congreso nacional del PSPV-PSOE ante Ximo Puig.